# Hôpital Hillsborough
L'Hôpital Hillsborough est un hôpital psychiatrique à Charlottetown, Île-du-Prince-Édouard. C'est le seul institut de santé mentale de la province.
Exploité par Santé Î.-P.-É., l'Hôpital Hillsborough est une installation de 75 lits, donnant des services médicaux à toute heure, à des individus qui ont des problèmes critiques mentaux.

## Mission
En tant qu'hôpital psychiatrique acceptant des malades avec des problèmes mentaux graves, la mission de l'hôpital Hillsborough est d'offrir des traitements spécialisés et à long terme et la réhabilitation des personnes de l'Île-du-Prince-Édouard qui ont des problèmes de santé mentale persistante, des personnes avec des handicaps mentaux et des patients confus. De plus, l'hôpital procure des thérapies de jour pour les anciens patients.

## Services
Les services spécialisés majeurs offerts incluent :
- évaluation/admission/traitement intense et léger ; et administration
- aide de comportement
- réhabilitation/capacité de vivre
- évaluation à domicile
- services psychogériatriques.

La cuisine de l'Hôpital Hillsborough aide aussi à fournir les 17 000 repas livrés par la Popote roulante, chaque année.

## Histoire
Le Prince Edward Island Hospital for the Insane (Hôpital des fous de l'Île-du-Prince-Édouard) fut établi en décembre 1879 à l'endroit du présent Hôpital Hillsborough, alors connu comme la ferme Falconwood, comprenant 48,5 hectares de terrain suivant la rivière Hillsborough au nord-est de Charlottetown.  Il succède à une installation pour les soins mentaux qui avait été construite en 1845 à Brighton Shore et qui était aussi utilisée comme une maison pour les pauvres.
En 1907, l'Infirmerie Provinciale fut bâtie à l'ouest et cette partie de l'édifice devint une partie de l'Hôpital des fous de l'Île-du-Prince-Édouard quand l'infirmerie provinciale déménageât au site de l'Hôpital de l'Île-du-Prince-Édouard d'origine dans la rue Kensington en 1933.  Le nom de l'installation a changé en Hôpital Falconwood en 1911 et l'édifice fut reconstruit en 1933-34 après un feu désastreux en 1931 qui avait tué huit patients.
En 1957, l'installation fut renommée Hôpital Riverside quand la section centrale de l'édifice fut complétée et reliée par des tunnels aux ailes est et ouest.  Le centre de traitements actifs fut nommé Hillsborough General Hospital.
Dans les années 1970, les différents édifices furent renommés Hôpital Hillsborough. Le Foyer Riverside pour soins spéciaux est situé dans un édifice adjacent.
En 1982, l'Hôpital Queen Elizabeth fut ouvert sur un terrain adjacent.